# ジェームズ・バトラー (第8代マウントガーレット子爵)
第8代マウントガーレット子爵ジェームズ・バトラー（英語: James Butler, 8th Viscount Mountgarret、1742年5月13日没）は、アイルランド貴族。

## 生涯
第6代マウントガーレット子爵エドマンド・バトラーとメアリー・ブキャナン（Mary Buchanan）の息子として生まれた。
神聖ローマ皇帝カール6世の軍に入隊して、ポーランド継承戦争の1735年ライン川戦役で戦功を挙げた。
1736年1月、マーガレット・バーンウォール（Margaret Barnewall、第11代トリムルズタウン男爵ジョン・バーンウォールの娘）と結婚した。
1736年5月14日に兄リチャードが死去すると、マウントガーレット子爵の爵位を継承した。
1742年5月13日に急死、弟エドマンドが爵位を継承した。